# Šem ha-meforaš
Šem ha-meforaš (také šem ha m’foraš, hebrejsky שם המפורש‎) je označení pro tajné jméno Boha v kabale (a to včetně křesťanských a hermetických variant) i v obecně židovském užití. Slovo zřejmě vychází ze starověkého hebrejského tana'ického označení tetragrammatonu (JHVH). V judaismu platí jménu Boha velká úcta. Zatímco nejstarší liturgická praxe připouštěla vyslovování pravého Božího jména (tedy jména doloženého jako JHVH) pouze kněžím v synagoze, v 3. století se jméno přestalo vyslovovat úplně (nahrazeno opisným výrazem Adonaj, úcta dále pokračovala, takže se v profánním kontextu nevyslovuje ani Adonaj, pouze Ha-Šem, tj. Jméno).
Od nejstarších dob byl tetragrammaton velmi důležitý i pro židovské mystiky (kabalisty), v jejich praxi, která se snažila poznat pravé a skutečné boží jméno, připojili k tetragrammatonu další způsoby zápisů jména kombinací 12, 22, 42 nebo 72 písmen. Díky knize Sefer Raziel ha-Malach se stal velmi populární zápis s 72 písmeny. Kabalističtí rabíni, kteří ve zkoumání Jména získali zvláštní mistrovství, užívali zvláštní dodatek ke jménu Ba’al Šem (Mistr Jména). Zápisy Božích jmen hrály důležitou roli v magii. Kabalisté a okultisté věří, že Mojžíš vzýval Boha 72písmennou variantou jména při přechodu Rudého moře. V legendách o golemovi je mrtvá hlína oživována předmětem zvaným šem (také šém), co přesně je zde psáno, je často zahaleno tajemstvím (ovšem ne vždy se mluví o zapsaném šem ha-meforaši).

## Verze
Maimonides uznával jméno Boha pouze v podobě tetragrammatonu.
V Talmudu se objevuje dvanáctipísmenná verze. Není jasné, jestli se touto variantou vůbec někdy zabývali kabalisté.
Kniha Sefer Raziel ha-Malach uvádí jméno אנקתם פסתם פספסים דיונסים‎ (22písmenná varianta). Jakýkoliv další výklad tohoto jména není připojen a není znám ani z jiných pramenů.
Čtyřicetdvoupísmennou variantu אבגיתץ קרעשטן נגדיכש בטרצתג חקבטנע יגלפזק שקוצית‎ uvádí teolog Hai Gaon, přičemž ani on již neznal původní vokalizaci. Jméno zná i Sefer Raziel.
Dvaasedmdesátipísmenná varianta je jako nesmírně důležitá zmiňována v Sefer Raziel. Výklad o zjištění se nachází u Rašiho, kde ho dovozuje z textu Exodu 14:19-21 (příslušná část se čte jako bustrofédon).